# Louis Lasky
 Louis „Louie“ Lasky  war ein US-amerikanischer Blues-Sänger und -Gitarrist.
Lasky begleitete 1924 Anna Lee Chisholm („Cool Kind Daddy Blues“, Paramount 8076). Unter eigenem Namen nahm er 1935 in Chicago fünf Titel auf, darunter „Caroline“, „How You Want Your Rollin' Done“ und „Teasin' Brown Blues“. Außerdem war er Begleitmusiker für Big Bill Broonzy („C and A Blues“), Memphis Minnie und Washboard Sam. Seine Flatpicking-Spielweise verband weiße Countrymusik und Blues. Sein Song „How You Want Your Rollin’ Done“ wurde in die Anthologie Times Ain’t Like They Used to Be (1997) aufgenommen.

## Diskografie
- The Songster Tradition 1927-1935 (Document, 1991)